# 周華宇
周華宇（1956年—2010年7月），前香港亞洲電視監製，前香港無綫電視監製。

## 監製列表

### 電視劇 (亞洲電視)
- 1987年：獅子之王、梟雄、大鬧粉粧樓
- 1988年：滿清十三皇朝2（康熙、雍正、乾隆）
- 1999年：陳夢吉傳奇

### 電視劇 (無綫電視)
- 1996年：有肥人終成眷屬
- 1998年：大澳的天空
- 1999年：衝上人間

### 電視電影 (無綫電視) (全數兼導演)
- 1990年：綫人（只任導演）、殺戮江湖
- 1991年：隔世緣、特技雙雄、妙探對講機
- 1992年：八月鬱金香
- 1993年：後窗驚魂、情危夜合花
- 1994年：千影神偷、的士810、喋血狂奔、致命一擊
- 1995年：廉政嬌娃、殺之戀、殺手風雷、江湖戀曲、的士810 II
- 1996年：殲滅行動、飛越校園